# Podwalina

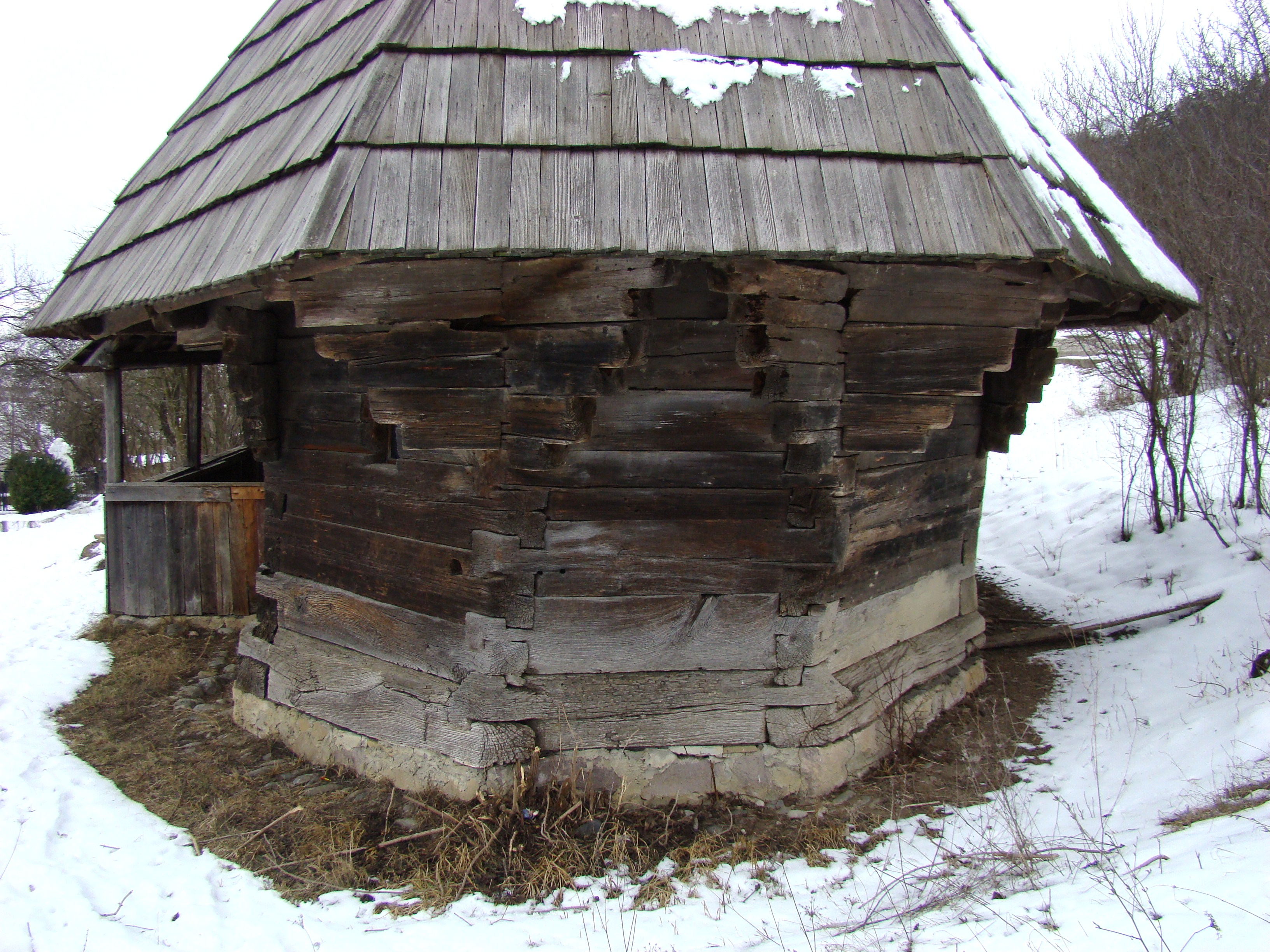
Podwaliny posadowione na kamiennym fundamencie

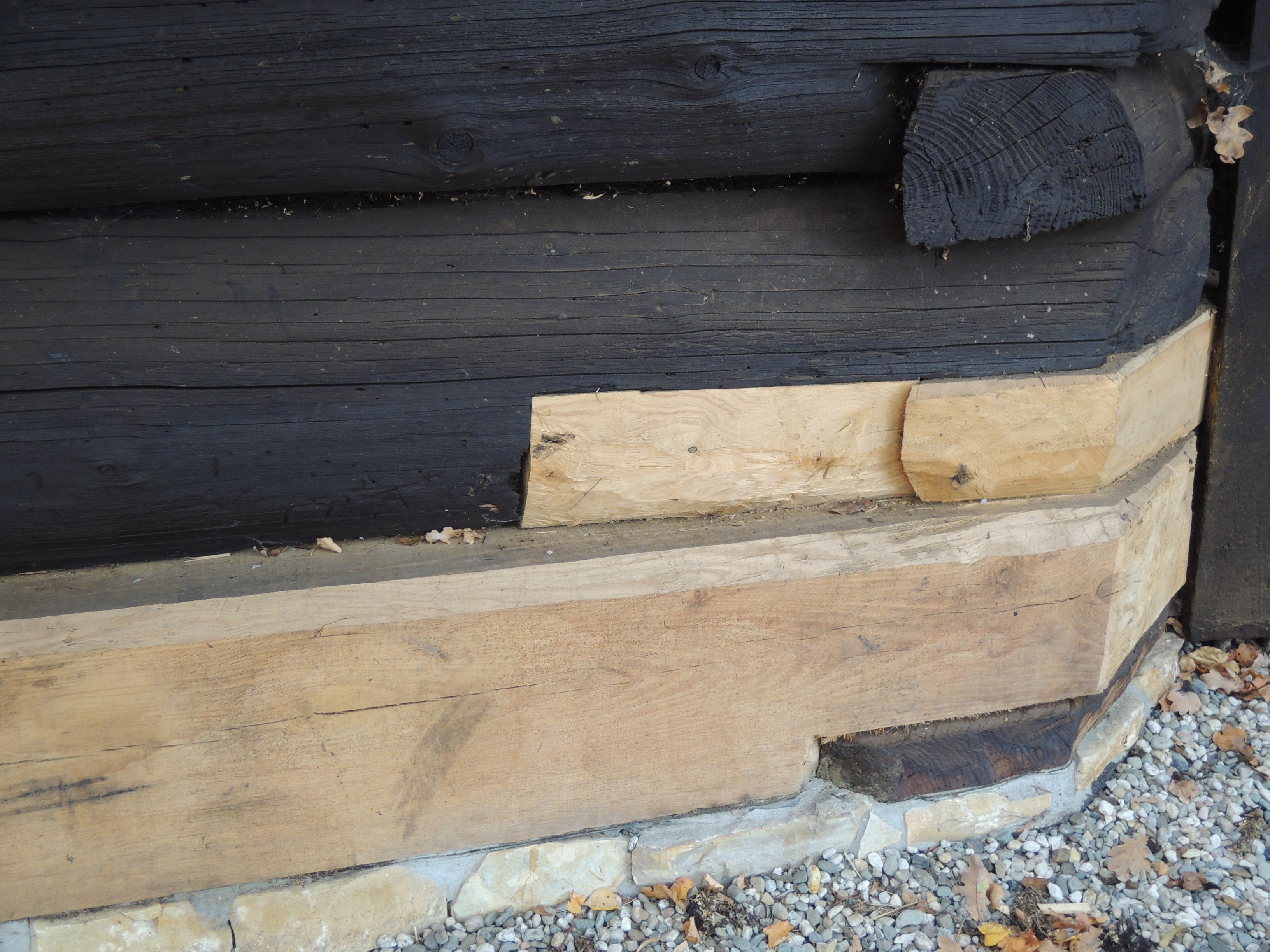
podwalina - kościół św. Wawrzyńca w Zacharzowicach

Podwalina (przycieś) – najniższa (pierwsza kładziona przy budowie) belka w drewnianych konstrukcjach ścian. Opierana na fundamentach murowanych z kamienia (często z kamienia polnego) lub cegły na całej swojej długości i dodatkowo kotwiona w nim w celu uchronienia przed przesunięciem związanym z parciem i ssaniem wiatru. Izolowana od fundamentów (przede wszystkim ceglanych) warstwami papy w celu zabezpieczenia drewna przed wilgocią z gruntu (cegła jako materiał porowaty ma zdolność do kapilarnego pociągania wilgoci). W obecnie wykonywanych budynkach, zwłaszcza w konstrukcji szkieletowej, jest to często belka betonowa lub żelbetowa.
W konstrukcji więźb dachowych podłużny element położony na belkach wiązarowych (stropowych), na którym oparte są słupy ramy stolcowej lub storczykowej. Przy stolcu leżącym jest tożsama z płatwią stopową.